# LinuxChix
LinuxChix est une communauté Linux axée sur les femmes créée en 1999 par Deb Richardson. Le groupe a été créé pour fournir un soutien technique et social aux femmes utilisatrices de Linux, bien que les hommes soient encouragés à contribuer. Les membres de la communauté se nomment « Linux chick » (singulier) et « LinuxChix » ou « Linux Chix » (pluriel) sans distinction de sexe.

## Histoire
LinuxChix a été fondé en 1999 par Deb Richardson, qui était rédactrice technique et webmaster dans une société de conseil open source,. Sa raison de fonder LinuxChix était de créer une alternative à une « mentalité de vestiaire » de certains autres groupes d'utilisateurs et forums Linux afin de promouvoir la diversité dans le mouvement open source. Il y a deux règles de base : « être poli et être serviable ».
LinuxChix a commencé sous forme d'une liste de diffusion électronique appelée grrltalk. La croissance de cette liste de diffusion a conduit à la création d'autres listes de diffusion, en commençant par techtalk pour les discussions techniques et les questions de discussion sur les problèmes politiques spécifiques aux femmes. LinuxChix a attiré l'attention lorsque ZDNet a publié un article à son sujet, qui a ensuite été posté sur Slashdot.

## Direction et structure
Deb Richardson a supervisé les activités de LinuxChix jusqu'en 2001, date à laquelle elle a confié la coordination mondiale et l'hébergement à la programmeuse et écrivaine de Melbourne, Jenn Vesperman. Jenn Vesperman a dirigé la communauté d'une manière principalement non interventionniste, déléguant presque toutes les tâches, y compris l'administration de la liste de diffusion et la maintenance du site Web, à un groupe de bénévoles. Pendant le mandat de Jenn Vesperman, le nombre de listes de diffusion a triplé avec la liste de diffusion newchix pour les nouveaux utilisateurs de Linux, la liste de diffusion des cours utilisée par LinuxChix pour se former à des sujets spécifiques et la liste de diffusion réservée aux grrls (la seule liste fermée aux hommes abonnés) fondée par Val Henson en 2002. À peu près à la même époque, un serveur LinuxChix IRC a été créé.
Le terme LinuxChix fait référence à l'organisation centrée sur le site officiel, les listes de diffusion et les canaux IRC, Internet Relay Chat. L'organisation n'a pas de statut officiel et le nom est utilisé par d'autres groupes vaguement affiliés, y compris plusieurs sections locales, continentales et nationales qui fonctionnent de manière indépendante.
En mars 2007, Jenn Vesperman a annoncé qu'elle prenait sa retraite en tant que coordinatrice et a lancé un appel à candidatures pour une nouvelle coordinatrice. Mary Gardiner a été annoncée comme la nouvelle coordinatrice en avril 2007, comptant servir en tant que coordinatrice jusqu'en 2009, mais elle a démissionné en juin 2007. Actuellement, l'organisation est dirigée par trois bénévoles connues sous le nom de « Tres Chix » qui sont élues par vote communautaire. En août 2007, Sulamita Garcia, Akkana Peck et Carla Schroder ont été élues à ces postes.

## Sections régionales
LinuxChix compte plus de quinze sections régionales dans le monde. En 2004, une section a été fondée en Afrique. En mars 2007, lors de la Journée internationale des femmes, les deux sections LinuxChix d'Australie se sont unies pour former une section nationale appelée « AussieChix ». Le chapitre néo-zélandais a été créé en février 2007.

## Événements
Certains chapitres locaux de LinuxChix tiennent des réunions régulières. D'autres ne se rencontrent que lors d'occasions spéciales, lors de visites de membres non locaux ou en conjonction avec des conférences techniques. En 2007, les membres du chapitre de Sydney ont organisé une miniconférence LinuxChix sur « linux.conf.au » à l'université de Nouvelle-Galles du Sud,,,. Des événements sont organisés à d'autres occasions spéciales ; en 2005, par exemple, LinuxChix Africa a organisé un événement pour célébrer la Journée du logiciel libre à l'université Wits.

### Laboratoires LinuxChix
Le chapitre indien de LinuxChix (alias IndiChix) a mené une initiative visant à établir des laboratoires Linux dans un certain nombre de villes en Inde. Ces laboratoires offrent des espaces équipés de PC et de connexions Internet où les femmes peuvent en apprendre davantage sur Linux et collaborer aux projets de la communauté du logiciel libre. Des laboratoires ont été mis en ligne à Bangalore, Delhi, Mumbai et Pune[réf. nécessaire].